# Clubiona modesta
Clubiona modesta es una especie de araña araneomorfa del género Clubiona, familia Clubionidae. Fue descrita científicamente por Ludwig Carl Christian Koch en 1873.
Habita en Australia (Queensland).